# Rosa foliolosa
Rosa foliolosa — вид рослин з родини розових (Rosaceae); ендемік США.

## Опис

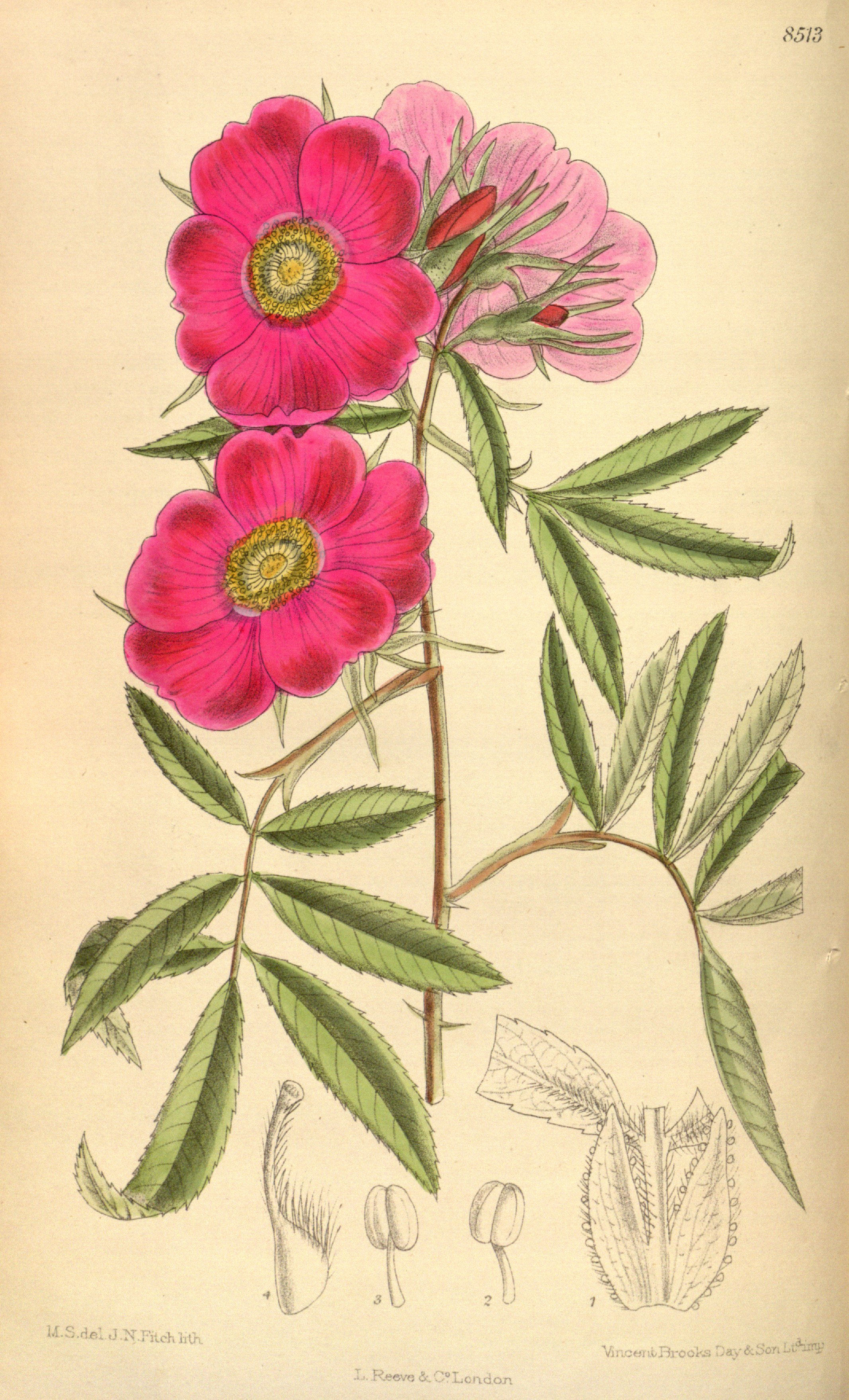
ілюстрація

Кущ, утворюють зарості чи ні. Стебла від прямовисних до вигнутих, 3–6 дм, густо гіллясті. Кора тьмяна червонувато-коричнева, іноді зелена, гола. Підприлисткові колючки парні, прямовисні, шилоподібні, 2–5 × 0.5–1 мм; міжвузлові колючки або шпильки рідкісні, іноді відсутні. Листки 3–7 см. Прилистки 6–14 × 1.5–4 мм. Ніжки й ребра листків з колючками, як правило, голі, приступно-залозисті. Листочків (5)9(11); ніжки 1–4(6) мм; пластинки від ланцетних до вузько еліптичних, 14–25 × 3–7 мм, основа  довгасто-клиноподібна, поля зубчасті, верхівка гостра, низ світло-зелений, голий, верх насичено-зелений, блискучий, голий. Суцвіття — 1(5)-квітковий щиток. Квітконіжки прямовисні, тонкі, 2–8 мм, голі, приступно-залозисті; приквітки 2, ланцетні, 8–12 × 3–4 мм. Квітки діаметром 3.5–4.5 см. Чашолистки від завернутих до розлогих, ланцетні, 13–20 × 2–3 мм, кінчик 3 × 0.5 мм, краї перистоподібні. Пелюстки поодинокі, білі, рідше рожеві, 17–28 × (6)10–18 мм. Плоди шипшини тьмяно-червоні, від кулястих до стиснено-кулястих, рідко глекоподібні, 9–10 × 7–9 мм, голі, щільно залозисті, шийка відсутня або незначна; чашолистики опадні. 2n = 14.
Період цвітіння: травень — липень.

## Поширення
Ендемік штатів Арканзас, Канзас, Оклахома, Техас — США.
Населяє прерії, сухі схили пагорбів та лісисті місцевості, узбіччя доріг і залізниць, схили та яри, вапнякові та піщаникові пагорби; зростає на висотах 200–500 м.